# Csikós Mihály (tanár)
Csikós Mihály (Szeged, 1923. április 14. – Budapest, 2001. július 11.) jogász, kibernetikus, tanár, elismert szakíró.

## Életrajz

### Korai évek
Középiskolába a szegedi piarista gimnáziumba járt. Állam- és jogtudományi egyetemi tanulmányait a kolozsvári magyar királyi Ferenc József Tudományegyetemen (1941-1944) és a budapesti Pázmány Péter Tudományegyetemen (1945-1946) folytatta; 1946-ban a budapesti egyetemen államtudományi (cum laude fokozattal), 1947-ben a szegedi egyetemen jogtudományi doktorátust (summa cum laude fokozattal) szerzett. Kitüntetéssel végezte el 1956-ban a Szegedi Pedagógiai Főiskola matematika szakát, majd 1959-ben a Szegedi Tudományegyetem Természettudományi Karának fizika szakát, s tanári diplomát kapott.
1943-tól a kolozsvári tudományegyetem jogelméleti tanszékének díjtalan gyakornoka volt. 1946. január 1-jétől a tihanyi Magyar Biológiai Kutatóintézet kutatóintézeti segédgondnokaként működött.
1943-1947 között a tudományos kutatás módszertani kérdéseivel foglalkozott.

### Szakmai fejlődés
1947 májusától kari választás alapján tanársegéd lett a Szegedi Tudományegyetem Állam- és Jogtudományi Karának jogfilozófiai tanszékén, majd 1948 áprilisában a statisztikai és jogtörténeti tanszékén, ahol 1950. március 1-jén docenssé (akkor intézeti tanár) nevezték ki a statisztikai tanszékre. Ismeretelméleti felkészültség, erős önbírálat, filozófiai gondolkodás, nagy forrásismeret jellemezte dr. Schneller Károly tanszékvezető professzor szerint, aki dr. Csikós Mihályt a statisztika tudományának igen komoly ígéretének tartotta. Politikai gazdaságtanból szemináriumokat vezetett a jogi karon kívül az orvostudományi egyetemen és a tudományegyetem Természettudományi Karán is. Az oktatás mellett kutatómunkát is folytatott (statisztika módszertana, népességstatisztika néhány problémája, a felsőoktatás módszertanának kérdései; egyik ilyen tárgykörű munkájáért miniszteri dicséretben részesült). Az 1954-ben bevezetett tanügyi reform, s az őszi racionalizálások következtében megszűnt a munkaviszonya (1954. szeptember 30.) az egyetemmel. (1989. december 21-én a József Attila Tudományegyetem Egyetemi Tanácsa határozatban foglalt állást a politikai okokból hátrányt szenvedettek erkölcsi rehabilitációjáról, többek között dr. Csikós Mihályról.). 1954. október 1-jén a szegedi MÁV Nevelőintézet nevelőtanára lett.

### Budapesti évek
1957. február 11-étől Budapesten a Vasútgépészeti Technikum tanára (az 1957-ben végzett A-sok, 1958-ban végzett B-sek osztályfőnöke), ahonnan 1959 szeptemberében áthelyezték nevelő tanárnak a MÁV budapesti Diákotthonába, s október 15-ei hatállyal megbízták az igazgatóhelyettesi teendők ellátásával. 1960. szeptember 1-jétől visszahelyezték a Vasútgépészeti Technikumba tanárnak, ahol november 1-jétől igazgatóhelyettesi beosztásba került (az 1960-ban végzett B-sek, az 1964-ben végzett A-sok osztályfőnöke). A technikumban matematikát fizikát és vasútgépészeti üzemgazdaságtant oktatott nemcsak a nappali, hanem az esti, illetve levelező tagozaton is. E tárgyból Ádám Istvánnal együtt tankönyvet írt, amely a Műszaki Könyvkiadó gondozásában jelent meg: Vasútgépészeti üzemgazdaságtan (I., III. fejezet, Bp., 1964, 118 p.) címen. Több évig tanított pedagógiai ismereteket a MÁV Tisztképző Intézet oktatótiszti és állomásfőnöki tanfolyamain. Ő írta ezek tananyagául szolgáló jegyzetet is (Útmutató az oktatás módszertani ismereteihez, stencilezett, Bp., 1963, 22. p.; Pedagógiai ismeretek, Jegyzet a MÁV oktatással foglalkozó dolgozói részére, Bp., 1964, 60 p.). Ebben az időszakban két alkalommal vasúti státuszban, négyszer pedig pedagógusként kapott soron kívüli előléptetést. Diákjai körében is nagy tiszteletnek és népszerűségnek örvendett.
1966. december 1-jével a KPM Vasúti Főosztályának Kibernetikai Osztályára, főelőadói munkakörbe került. Emellett 1967-1974 között külső előadóként oktatott az ELTE jogi karán (statisztika, szervezéstan). Szakmai (vasúti) középfokú nyelvvizsgát tett 1967-ben franciából és németből, 1973-ban angolból. 1969 márciusában egy hónapig a Honeywell Electronic Data Processing Co. londoni üzemében folytatott tanulmányokat. A főosztályon pl. az optimális mozdonyforduló-terv szimulációs modelljének kialakításával, a modellnek megfelelő számítógépi program elkészítésével foglalkozott, továbbá részt vett a vontatási statisztika korszerű rendszerének kidolgozásában, a forgalmi statisztika decentralizálásának megszervezésében. A Felsőfokú Vasútforgalmi Technikum részére két tankönyvet írt (Matematika statisztika, nappali és levelező hallgatók részére, Bp., 1970, 271 p.; Közlekedési statisztika, nappali és levelező hallgatók részére, Bp., 1972, 208 p.). Több külföldi konferencián tartott előadást (pl. Moszkva, 1970; Versailles, 1970; Bratislava, 1970; Amszterdam, 1973). Kandidátusi értekezését (Mozdonyforduló tervek számítógépes elkészítésének elvi szempontjai és módszere, Bp., 1973), 1976. június 25-én védte meg. A vasutak közötti programcsere keretében 1975-ben a DB kikérte a mozdonyforduló-terv készítésének programját. 1977. május 16-án a Budapesti Műszaki Egyetem műszaki doktorrá avatta.
1977. július 1-jétől a Vasúti Tudományos Kutató Intézetben dolgozott tudományos főmunkatársként (1978. január 1-jétől rangfokozata államvasúti főtanácsos).
1982. május 1-jétől a Közlekedéstudományi Intézet munkatársa, tudományos tanácsadói munkakörben. Az intézet Közlekedésgazdasági Osztályáról vonult nyugdíjba (1989).

### Nyugdíjas évek
Részt vett a Magyar-angol–francia Vasúti felépítményi szakszótár (1977) és a Vasúti szakszótár (kéziratként, UVATERV, 1977) összeállításában. Hosszabb tanulmányt írt a Vasúti ismeretek kutatóintézeti dolgozók részére (stencilezett tanulmány, Bp., 1980, 123 p.) címen. Egyik szerzője volt a Műszaki Könyvkiadó gondozásában 1984-ben megjelent Vasúti Lexikon A-tól Z-ig  c. munka pótköteteinek (Bp., 1991; 2. kötet, 1994), amelyekbe szervezeti, üzemviteli, gazdasági, kibernetikai és számítástechnikai címszavakat dolgozott ki. A Magyar vasúttörténet valamennyi kötetébe írt tanulmányt (1-7. kötet, Bp., 1995-1999). Éveken át a Statisztikai Szemle külső munkatársaként angol, német, francia és portugál nyelvű szakmunkákról készített recenziókat. Közel 70 cikke, tanulmánya jelent meg a Közlekedéstudományi Szemlében, MÁV dokumentációs és szakkönyvtári tájékoztatójában, a Műszaki-Gazdasági Tájékoztatóban, a  Vasúti Tudományos Kutató Intézet évkönyveiben.
1952-ben kötött házasságából hét gyermek született, valamennyien egyetemet végeztek.
2001. július 11-én hunyt el Budapesten.